# Cleveland Eaton
Cleveland Eaton (Fairfield, 31 agosto 1939 – Birmingham, 5 luglio 2020) è stato un contrabbassista, musicista e produttore discografico statunitense.

## Biografia
Afroamericano dell'Alabama, si laureò in musicologia presso la Tennessee State University. Divenne noto per aver accompagnato il Ramsey Lewis Trio e la Count Basie Orchestra. Ottenne il più grande successo personale nel 1975 con l'album Plenty Good Eaton, divenuto un classico del genere funky. Fu introdotto nell'Alabama Jazz Hall of Fame e nell'Alabama Music Hall of Fame.
Eaton è morto nel luglio 2020: da quattro mesi era ricoverato in ospedale.